# Boylover
Boylover (en anglès: amants de nens/adolescents), sovint abreujat com a BL, és un terme de la llengua anglesa, utilitzat com a referent per a homes o dones atrets sexualment i afectivament pels nens o adolescents masculins menors d'edat S'utilitza i es reindica principalment per a alguns pedòfils i defensors de la normalització de la pedofília com a denominació alternativa al terme pedòfil i pederasta, per tal d'evitar el mal ús i l'estigmatització d'aquests termes.
Si no es crea, el terme va ser el menys reactivat per grups de poetes uranis i s'ha popularitzat actualment amb al desenvolupament d'internet, de manera que passa a altres llengües sense ser objecte de traducció.Tanmateix, idiomes com l'alemany i l'esperanto, han donat lloc a formes pròpies com Knabenliebhaber i Knabamanto respectivament.
Posteriormente s' introdueix el terme girllover (amant de nenes) per referir-se als homes o dones sexualmente atrets per nenes o adolescentes femenines meenors d'edat. També apareix el terme genèric childlover.
Un boylover desitja una relació propera i d'amistat amb un nen o un noi. Aquesta relació no ha d'incloure necessàriament algun tipus d'intimitat sexual, ni tampoc necessàriament l'exclou. Evidentment, juguen amb la innocència dels nens per manejar-los al seu gust i aconseguir l'únic que en desitgen, un abús o agressió sexual cap als menors.

## Llenguatge secret
El triangle blau és el símbol dels pedòfils que s'identifiquen a si mateixos com a boylovers, el cor significa que es té interès per les nenes, i la papallona amb les ales blaves i roses vol dir que li agraden indistintament ambdós sexes. Són símbols bàsics i infantils duplicats, on la forma més gran representa l'adult que acull el petit, que seria el dibuix més petit. Com més fi és el traç de la línia, més petit és el perfil de víctima. L'FBI va emetre el 2017 un informe sobre aquest tipus de simbologia on s'afirmava que fins i tot hi havia bijuteria pedòfila

## Boy xats
L'any 2002 es va crear el fòrum BoyLover.net per LB Enterprises, el qual s'ha vist relacionat amb acusats d'abús sexual infantil i distribució i tinença de pornografia infantil. L'accés està restringit, per ser usuari cal passar certs requeriments. Posteriorment va ser tancat per l'Europol l'any 2011, després de rebre múltiples denúncies que es traficava pornografia infantil al lloc web, juntament amb relats eròtics sobre menors d'edat.
El 2004 es va crear el fòrum El Castillo Azul administrat per Free Spirits, on, pedòfils mantenien converses sobre les seves depravacions. El 2008 va estar inaccessible, el 2009 va tornar a ser accessible i posterment va ser tancat per falta de moderats.44 El lloc va ser administrat per l'ofensor sexual Jon Schillaci, que l'administrava mentre estava pròfug de la justícia a Mèxic.